# Gary Ablett
Gareth Ian "Gary" Ablett (19 de noviembre de 1965-1 de enero de 2012) fue un futbolista profesional y gerente inglés. Jugó como defensor. Pasó nueve años con Liverpool, y pasó a ganar la FA Cup con su rival Everton Football Club en 1995. Anteriormente, era el mánager de Liverpool F.C. Reserves, una posición que dejó en mayo de 2009 para unirse a Stockport County Football Club, que dejó el 17 de junio de 2010. Ablett murió el 1 de enero de 2012, tras una batalla de 16 meses contra el linfoma no-Hodgkin.

## Muerte
El 1 de enero de 2012, Ablett murió a los 46 años, después de una batalla de 16 meses contra el linfoma no-Hodgkin.

## Honores
con Liverpool
- Football League First Division
  - Ganador - 1987–88, 1989–90
- FA Cup
  - Ganador - 1988–89
- Community Shield
  - Ganador - 1988–89, 1989–90, 1990–91 (compartido)

con Everton
- FA Cup
  - Ganador - 1994–95
- FA Charity Shield
  - Ganador - 1995–96